# Ribemont-sur-Ancre
Ribemont-sur-Ancre är en kommun i departementet Somme i regionen Hauts-de-France i norra Frankrike. Kommunen ligger i kantonen Corbie som tillhör arrondissementet Amiens. År 2022 hade Ribemont-sur-Ancre 619 invånare.

## Befolkningsutveckling
Antalet invånare i kommunen Ribemont-sur-Ancre
| Referens: INSEE |